# Uromyces trichoneurae
Uromyces trichoneurae ist eine Ständerpilzart aus der Ordnung der Rostpilze (Pucciniales). Der Pilz ist ein Endoparasit des Süßgrases Trichoneura grandiglumis. Symptome des Befalls durch die Art sind Rostflecken und Pusteln auf den Blattoberflächen der Wirtspflanzen. Sie ist ein Endemit Südafrikas.

## Merkmale

### Makroskopische Merkmale
Uromyces trichoneurae ist mit bloßem Auge nur anhand der auf der Oberfläche des Wirtes hervortretenden Sporenlager zu erkennen. Sie wachsen in Nestern, die als gelbliche bis braune Flecken und Pusteln auf den Blattoberflächen erscheinen.

### Mikroskopische Merkmale
Das Myzel von Uromyces trichoneurae wächst wie bei allen Uromyces-Arten interzellulär und bildet Saugfäden, die in das Speichergewebe des Wirtes wachsen. Aecien oder Spermogonien der Art sind nicht bekannt. Die zimtbraunen Uredien des Pilzes wachsen beidseitig auf den Wirtsblättern. Ihre goldenen bis zimtbraunen Uredosporen sind 24–30 × 19–23 µm groß, eiförmig bis ellipsoid und stachelwarzig. Die beidseitig wachsenden Telien der Art sind schwarzbraun, kompakt und schlitzförmig offenliegend. Die kastanienbraunen Teliosporen sind einzellig, eckig eiförmig und 22–29 × 18–20 µm groß. Ihre Stiele sind gelblich und bis zu 45 µm lang.

## Verbreitung
Das bekannte Verbreitungsgebiet von Uromyces trichoneurae umfasst lediglich Südafrika.

## Ökologie
Die Wirtspflanze von Uromyces trichoneurae ist Trichoneura grandiglumis. Der Pilz ernährt sich von den im Speichergewebe der Pflanzen vorhandenen Nährstoffen, seine Sporenlager brechen später durch die Blattoberfläche und setzen Sporen frei. Die Art verfügt über einen Entwicklungszyklus, von dem bislang lediglich Telien und Uredien sowie deren Wirt bekannt sind; Spermogonien und Aecien konnten dem Pilz nicht zugeordnet werden.